# ISO 3166-2:SN
ISO 3166-2:SN is een ISO-standaard met betrekking tot de zogenaamde geocodes. Het is een subset van de ISO 3166-2 tabel, die specifiek betrekking heeft op Senegal. 
De gegevens werden tot op 30 juni 2010 geüpdatet op het ISO Online Browsing Platform (OBP). Hier worden 14 regio’s - region (en) / région (fr) – gedefinieerd.
Volgens de eerste set, ISO 3166-1, staat SN voor Senegal, het tweede gedeelte is een tweeletterige code, afgeleid van de naam.

## Codes
| Code  | Naam        |
| ----- | ----------- |
| SN-DK | Dakar       |
| SN-DB | Diourbel    |
| SN-FK | Fatick      |
| SN-KA | Kaffrine    |
| SN-KL | Kaolack     |
| SN-KD | Kolda       |
| SN-KE | Kédougou    |
| SN-LG | Louga       |
| SN-MT | Matam       |
| SN-SL | Saint-Louis |
| SN-SE | Sédhiou     |
| SN-TC | Tambacounda |
| SN-TH | Thiès       |
| SN-ZG | Ziguinchor  |